# Émile Jaques-Dalcroze
Émile Jaques-Dalcroze, pseudonimo di Emile Henri Jaques (Vienna, 6 luglio 1865 – Ginevra, 1º luglio 1950), è stato un pedagogo e compositore svizzero.
La sua importanza risiede in particolare nello sviluppo dell'euritmia, un metodo per insegnare e percepire la musica attraverso il movimento.
Nel 1899, ha sposato la cantante italiana Maria-Anna Starace, attiva con il nome d'arte di Nina Faliero da cui ebbe un figlio, Gabriel, nel 1909.

## Biografia

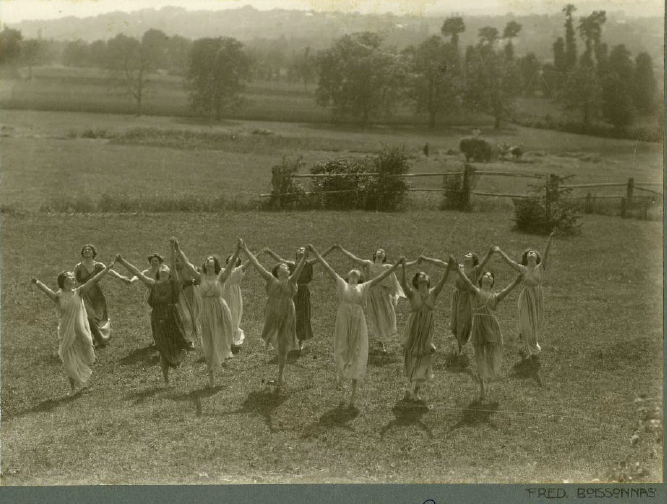
Allievi di Jacques-Dalcroze a La Grand-Saconnex nel 1909

Il padre era un uomo d'affari della classe media, la madre un'insegnante in un istituto che seguiva i metodi di Johann Heinrich Pestalozzi.
Nel 1871, a soli sei anni, ricevette le prime lezioni di pianoforte. Trasferitosi con la famiglia a Ginevra nel 1875, vi terminò gli studi compresi i primi studi musicali. A sedici anni compose la sua prima opera, La Soubrette. Trasferitosi a Parigi nel 1884 frequentò lezioni di teatro presso la Comédie Française. Si perfezionò negli studi musicali con Gabriel Fauré e Léo Delibes, e poi a Vienna con Anton Bruckner.
Nel periodo compreso fra il 1892 e il 1910, insegnò al Conservatorio di Ginevra armonia e solfeggio. La pedagogia poco a poco divenne il suo impegno preponderante, e avendo in particolare rilevato durante l'insegnamento del solfeggio le grandi lacune dei suoi allievi nel campo del ritmo, sviluppò gradualmente un metodo di insegnamento attraverso la musica per la musica, in grado di considerare in particolar modo la percezione fisica della musica: la ritmica, basata sulla musicalità del movimento. In questo che sarà poi nominato metodo Dalcroze assumono uguale importanza tre fattori: euritmica, solfeggio e improvvisazione.
Tale metodo si occupa quindi del rapporto fra musica e movimento, in particolare tramite le interazioni « tempo – spazio – energia ». Un tale approccio si è conquistato particolare attenzione anche in altri ambiti artistici (danza e teatro per primi), ma anche in pratiche terapeutiche (psicomotricità, trattamento di handicap fisici e mentali).
Dal 1903 datano le prime conferenze pubbliche di Jaques-Dalcroze, che in seguito ha poi potuto fondare una propria scuola presso Dresda, con la collaborazione del compositore ungherese Erwin Lendvai, attiva dal 1910 fino allo scoppio della prima guerra mondiale.

### L'Istituto Jaques-Dalcroze di Hellerau
A partire dal 1910, Jaques-Dalcroze sviluppò le sue ricerche pedagogiche e artistiche nella città-giardino di Hellerau in un istituto per lui costruito da due industriali tedeschi, Harald e Wolf Dohrn, figli di Anton Dohrn, illustre biologo marino e fondatore della Stazione Zoologica di Napoli.
La cittadina di Hellerau sorse a partire dal 1909 presso Dresda, vicino alla fabbrica di mobili Deutsche Werkstätten di Karl Schmidt, che fu uno dei principali esponenti del Werkbund tedesco assieme a Fredrich Naumann e Wolf Dohrn. Nata secondo i dettami delle città-giardino teorizzate anni prima da Ebenezer Howard e conforme alla spinta modernista propugnata dal Werkbund, prevedeva fra le attività principali una scuola e un teatro, al cui progetto furono chiamati a partecipare Jaques-Dalcroze e lo scenografo svizzero Adolphe Appia e che fu realizzato dal giovane Heinrich Tessenow. Assieme alla scuola, il festival teatrale che dal 1911 cominciò a tenersi a Hellerau pose la città al centro della scena artistica modernista internazionale (già il progetto architettonico aveva attirato l'anno prima l'attenzione di un giovane Le Corbusier in visita presso il fratello Albert Jeanneret, musicista al seguito di Jaques-Dalcroze).
Negli anni 1912 e 1913, gli spettacoli basati sulla scenografia rivoluzionaria di Appia attirarono il mondo culturale europeo: i ballets russes di Sergej Djagilev (che arruolò - nella persona di Marie Rambert - un professore di ritmica che ebbe fra l'altro un'influenza decisiva sulla realizzazione della coreografia del Sacre du printemps di Vaslav Nijinskij), George Bernard Shaw, Ernest Bloch, Arthur Honegger, il principe Sergei Wolkonsky, Paul Claudel, Konstantin Stanislavskij e Ernest Ansermet, per citarne solo una parte.

### L'Istituto Jaques-Dalcroze di Ginevra
Durante la prima guerra mondiale Jaques-Dalcroze, convinto che "il militarismo è il nemico della civiltà", firmò una protesta di artisti della Svizzera francofona contro il bombardamento della Cattedrale di Reims da parte della Germania. In seguito a questi avvenimenti l'Instituto Jaques-Dalcroze aprì i battenti nel 1915 a Ginevra, grazie ad una sottoscrizione lanciata da un comitato d'iniziativa, che sperava di far restare così il creatore della ritmica. Nominato cittadino onorario, Jaques-Dalcroze vi continuò la sua opera fino alla sua morte, il primo luglio 1950. Le sue ceneri riposano al cimitero di Plainpalais.
Parallelamente alla sua attività di pedagogo, è l'autore di numerose canzoni che si integrarono passo dopo passo al patrimonio popolare romando. La sua carriera di compositore, che è stata riscoperta ai giorni nostri, lo portò a produrre un numero considerabile di opere per i concerti o per il teatro lirico: opere sinfoniche, musica da camera, pezzi per pianoforte e quattro opere, che lo fecero considerare, da parte di alcune critiche, come il creatore della commedia lirica moderna.
Ancor oggi presente in rue de la Terrassière 44, non lontano dal boulevard che porta il nome del suo fondatore, l'istituto Jaques-Dalcroze - dove si trova un importante centro di documentazione - totalizza oggi quasi 2600 allievi impegnati dal quadriennio propedeutico agli studi professionali (HEM, settore 1, Musique e movimento Jaques-Dalcroze) provenienti sia dalla Svizzera che dal resto del mondo.

### L'eredità
Grazie a Mary Wigman, allieva di Jaques-Dalcroze e iniziatrice della « danza libera », e Marie Rambert, la Danza contemporanea ha avuto legami sempre molto serrati con gli insegnamenti dalcroziani attraverso la ritmica.
Contemporaneo di Rudolf Laban, Jaques-Dalcroze ha influenzato fortemente anche i coreografi tedeschi degli anni venti e trenta del Novecento.
Oggi il metodo Jaques-Dalcroze è diffuso in Svizzera, in Belgio, Italia, Stati Uniti, Giappone, America del Sud e Australia.

## Opere

### Metodo
- 1913, 12 kleine melodische et rhythmische Studien, pour le piano, Simrock, Berlin 1913
- 1913, 16 plastische Studien, pour le piano, Simrock, Berlin
- 1920, 20 Caprices and Rhythmic Studies pour le piano, Augener, London 1920
- 1923, 50 Études miniatures de métrique et rythmique pour le piano, Senart, Paris 1923
- sd.¹ :
  - 10 mehrstimmen Gesange. ohne Worte zu plastischen Studien, Simrock, Berlin
  - 3 Vocalises, Heugel, Paris
  - 6 Exercices pratiques d'intonation, Foetisch, Lausanne
  - 6 Jeux rythmiques pour enfants et adolescents pour le piano, Heugel, Paris
  - 6 petites Pièces en rythmes alternés pour piano, Foetisch, Lausanne
  - Esquisses rythmiques pour piano, Foetisch, Lausanne
  - Exercices de disordination pour le piano, Enoch, Paris
  - La jolie musique, jeux et exercices pour les tout petits (chant), Huguenin, Le Locle
  - Marches rythmigues, chant et piano, Foetisch, Lausanne
  - Métrique et rythmique, 200 études pour piano, Lemoine, Paris
  - Moderne Tonleiterschule (avec R. Ruynemann), Chester, London
  - Petites Pièces de piano avec instruments à percussion, Enoch, Paris
  - Rythmes de chant et de danse, piano et chantHeugel, Paris o. J., Heugel. -

### Libri
- Vorschläge zur Reform des musicalischen Schulunterrichts. Gealto Hugurich, 1905
- La Rythmique (2 volumes). Foetisch, Lausanne 1903; 1918
- La portée musicale. Foetisch, Lausanne, sd.
- Les gammes et les tonalités, le phrasé et les nuances (3 volumes), Foetisch, Lausanne 1907
- La Bonne Chanson. Dans «Gazette Musicale de la Suisse Romande», Genève, 1º novembre 1894
- La plastique animée. Foetisch, Lausanne
- La respiration et l'innervation musculaire. Foetisch, Lausanne 1907
- Le rythme, la musique et l'éducation, Paris 1920; 1935 [ Rhythmus, Musik et Erziehung. Benno Schwabe, Basel 1922]
- Souvenirs, Notes et critiques. Attinger, Neuchâtel 1942
- La Musique et nous. Notes de notre double vie, Perret-Gentil, Genève 1945
- Notes bariolées. Jeheber, Genève 1948

### Saggistica
- Il ritmo, la musica e l'educazione, traduzione dal francese di Ava Loiacono Husain, a cura di Louisa Di Segni-Jaffé, Torino, EDT, 2008, ISBN 978-88-6040-368-1

### Collana dalcroziana
Collana diretta da Ava Loiacono e Milli Taddei fondata nel 2012 presso le Edizioni EDUP di Roma.
- 1. Ava Loiacono, Sentire e provare. Un percorso di ritmica attraverso i contrasti musicali. 2012, Pag.130.
- 2. Elizabeth Vanderspar, Manuale di ritmica Dalcroze (a cura di Giovanna Martinelli e Louisa Di Segni-Jaffé). 2013, Pag. 90.